# Thalomicra
Thalomicra là một chi bướm đêm thuộc họ Erebidae.